# Bataille de Carthage (698)
Pour les articles homonymes, voir Bataille de Carthage.
Conquête musulmane du Maghreb
Batailles
- Sufétula
- Tahouda
- Mammès
- Carthage
- Oued Nini
- Tabarka

La bataille de Carthage a lieu en 698, à Carthage, entre les armées omeyyades menées par Hassan Ibn Numan et les forces de l'exarchat de Carthage, dirigées par Jean le Patricien et Tibère III Apsimar.
À l'issue de cette bataille, Carthage, reprise par les Byzantins peu avant, est à nouveau conquise par les Omeyyades.

## Contexte
En 695, le califat omeyyade conquiert Carthage. L'empereur byzantin Léonce II envoie alors une flotte sous le commandement de Jean le Patricien et du drongaire Tibère III Apsimar. La ville est reprise lors d'une attaque surprise et les Omeyyades se replient à Kairouan. Hassan Ibn Numan, le gouverneur de l'Ifriqiya, décide alors de préparer pour le printemps 698 la reprise de la ville. Il rassemble une armée de 40 000 hommes. Les Byzantins appellent alors à l'aide leurs alliés berbères, mais aussi les Wisigoths et les Francs. En effet, même s'ils ont repris la ville, ils ne peuvent la tenir longtemps en raison du manque de ressources et des troubles internes que traverse l'empire. Le roi wisigoth Égica envoie un contingent de 500 hommes afin d'aider à la défense de la ville. Hassan n'offre comme conditions que la capitulation ou la mort. Léonce II donne également à ses forces comme instruction de vaincre ou mourir. Les Romains sont en désordre en raison de problèmes internes et perdent une grande partie de leurs forces avant le combat.

## Déroulement
Après quelques attaques soldées par des échecs, les Byzantins décident de se retrancher à l'intérieur des murs de la ville, ravitaillés par voie maritime, en espérant que les Omeyyades se lassent. Cependant, Hassan ordonne à ses troupes de lancer de violents assauts successifs, essayant de prendre les murs de la ville à l'aide d'échelles. Les Omeyyades combinent leurs attaques terrestres avec des attaques maritimes, faisant craindre à Jean le Patricien et Tibère III Apsimar de se retrouver encerclés. Les Omeyyades finissent par percer les défenses de la ville. La détermination byzantine conduit à la destruction de Carthage. Les Byzantins se replient sur les îles de Corse, de Sicile et de Crète pour résister davantage à l'expansion musulmane.

## Conséquences
Jean le Patricien est plus tard assassiné, victime d'une conspiration menée par son co-commandant, Tibère III Apsimar. Ce dernier, alors, au lieu de prendre la mesure de retourner en Afrique pour combattre les Omeyyades, prend plutôt la mer pour Constantinople. Après une rébellion réussie, il monte sur le trône sous le nom de Tibère III Apsimar, avant d'être destitué par l'ancien empereur, Justinien II, désormais connu sous le nom de Rhinotmetus.
La conquête de l'Afrique du Nord par les armées musulmanes est alors presque achevée. Les armées de Hassan sont entrées en conflit avec les Berbères dirigés par la reine Kahina et lui infligent une grave défaite lors de la bataille des chameaux, en 698, la repoussant à Barqa. Cependant, en 702, le calife Abd Al-Malik lui envoie des renforts. Doté d'une grande armée, Hassan va de l'avant : il vainc de manière décisive Kahina lors de la bataille de Tabarqa, à 136 kilomètres à l'ouest de Carthage, et développe ensuite le village de Tunis, à seize kilomètres de la Carthage détruite.